# 다이쇼섬

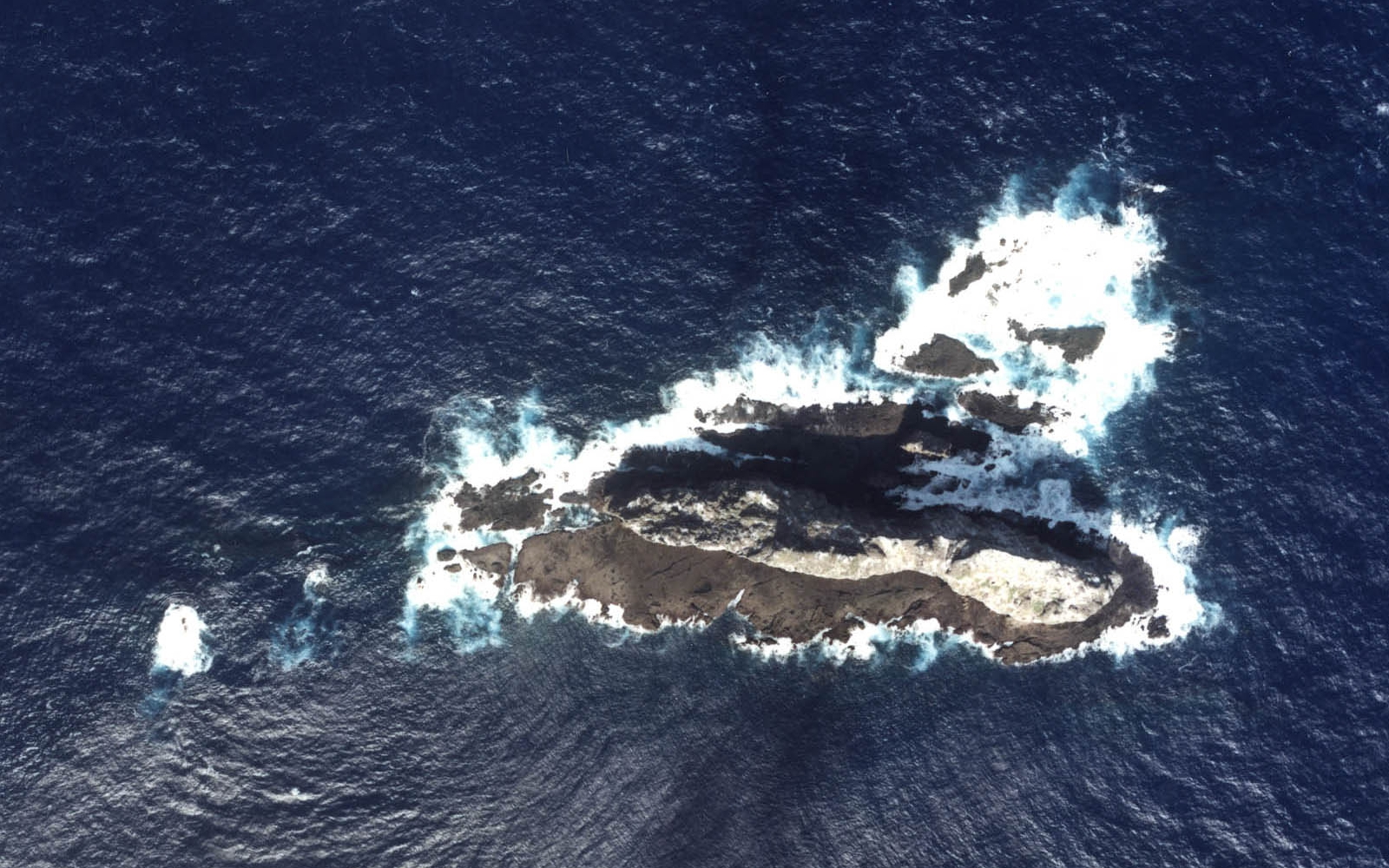
다이쇼 섬(중국명 츠웨이 섬)

다이쇼섬(일본어: 大正島 다이쇼지마[*]) 또는 츠웨이섬(중국어: 赤尾嶼)은 일본 오키나와현 이시가키시 또는 중국 타이완성의 센카쿠 열도(중국명 댜오위다오)에 있는 무인도이다.